# Cricketfeld

Ein Cricketfeld mit seinen verschiedenen Bereichen

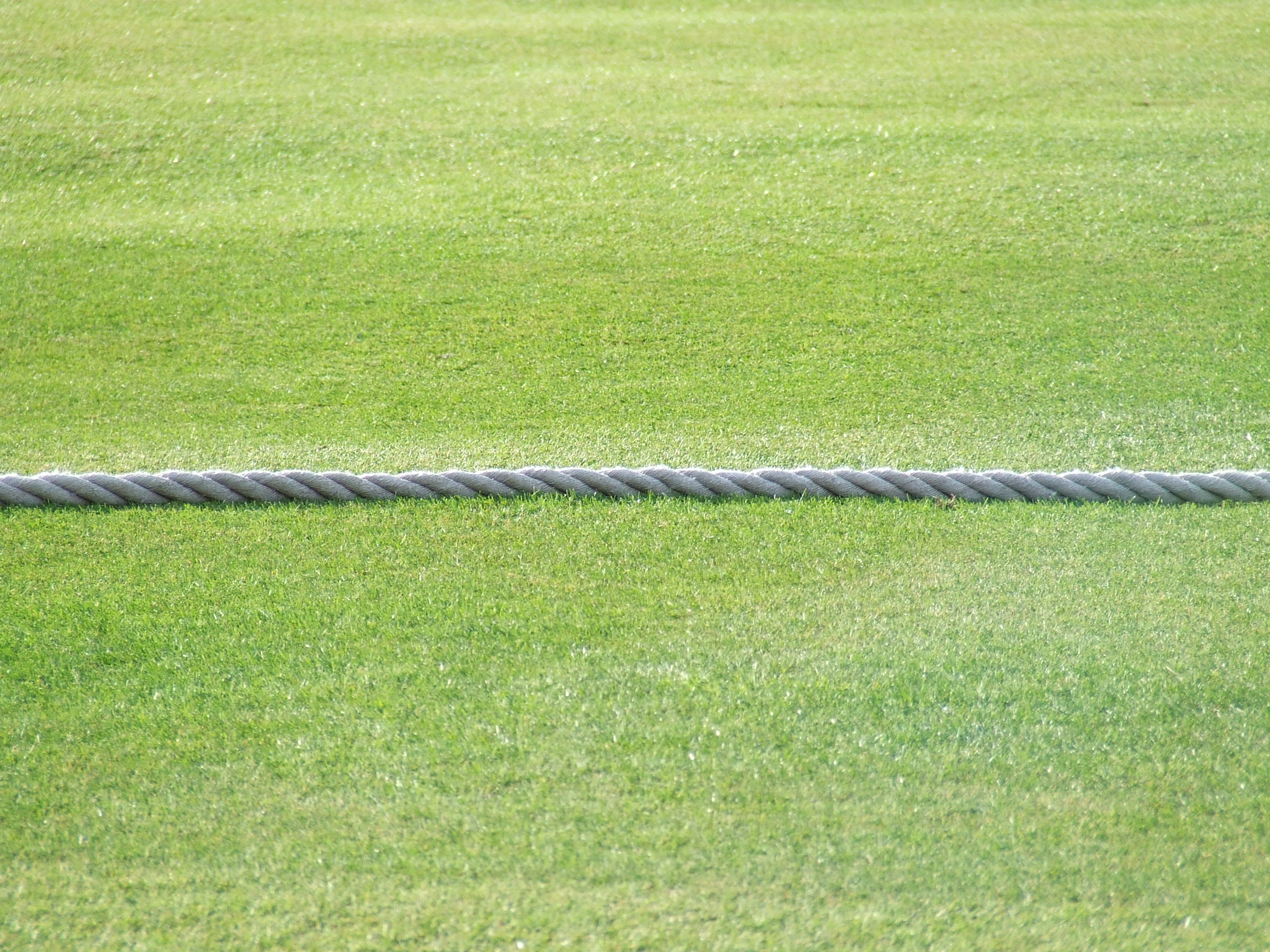
Ein kurzer Abschnitt der Boundary Rope, welche die Spielfeldbegrenzung markiert

Ein Cricketfeld ist ein großer, meist elliptischer oder runder Rasenplatz, auf dem Cricket gespielt wird. Die Verwendung von Kunstrasen ist selten.

## Ausmaße und Begrenzung
Vorschriften über die Form oder Größe des Feldes gibt es in den Regeln nicht. Üblicherweise hat ein Cricketfeld einen Durchmesser von 450 bis 500 feet (rund 137 bis 150 m). Als äußere Begrenzung wird regelmäßig ein auf dem Boden liegendes Seil verwendet, das Boundary Rope genannt wird. Die Spielfeldgrenze selbst heißt Boundary.

## Die Pitch

Markierungen des Cricket Pitches

Der wesentlichste Teil des Spieles findet in der Mitte des Cricketfeldes auf der Pitch statt. Hierbei handelt es sich um einen rechteckigen Streifen aus durch walzen verfestigten tonreichem Boden mit sehr kurzem Grasbewuchs. Er ist 10 feet (3,05 m) breit und 66 feet (20,12 m) zwischen den Linien die Bowling crease genannt werden, lang. An den beiden Schmalseiten stehen auf dieser Linie die Wickets, Holzkonstruktionen aus drei vertikalen Stäben, auf denen zwei kleine Stäbchen aufgelegt sind. Auf der Pitch befinden sich verschiedene Linien, die für die Einhaltung der Regeln beim Bowling (No Ball) wie auch bei einigen Möglichkeiten des Ausscheidens des Batter bedeutsam sind. Die Linie die als Popping crease bezeichnet sich jeweils 1,22 m vor den Wickets, so dass zwischen ihnen 58 ft (17,68 m) liegen. Vertikal dazu befinden sich von der Mitte des Pitches aus gesehen 1,32 m zu jeder Seite je eine Linie vom Popping crease aus gesehen nach hinten.

## Weitere Markierungen
Für Spiele mit einer vorab begrenzten Zahl von Over (z. B. One-Day Internationals) werden im Proficricket, und manchmal auch im Amateurbereich, weitere Linien verwandt, die für die Platzierung der Feldspieler von Bedeutung sind.
Eine Linie verläuft in einem Halbkreis von 30 Yards (27,4 m) um beide Wickets und weiter in parallelen Linien zum gegenüber liegenden Halbkreis. Sie ist häufig auch nur mit Markern markiert anstatt als durchgezogene Linie aufgezeichnet zu sein. Sie trennt das Innenfeld vom Außenfeld. Manchmal markiert eine zweite Linie den 15 Yards (13,7 m) großen Nahbereich jedes Wickets.
Die jeweiligen Spielordnungen legen für verschiedene Spielabschnitte fest, wie viele Feldspieler sich in bestimmten Bereichen aufstellen dürfen oder müssen. In den eigentlichen Cricket-Regeln (Laws of Cricket) sind diese Markierungen nicht verankert.

## Off Side / On Side
Das Spielfeld wird durch eine imaginäre Linie, welche durch die Mitte der beiden Wickets läuft, in eine linke und rechte Hälfte geteilt. Aus Sicht des Umpires am Bowlerende der Pitch, wenn er in Richtung eines rechtshändigen Strikers am anderen Pitchende schaut, ist die linke Spielfeldhälfte die Off Side, die rechte Hälfte die Leg Side, auch On Side genannt. Bei einem linkshändigen Striker ist es umgekehrt. Die On(Leg) Side ist also immer im Rücken des Schlagmanns.
Diese Einteilung ist unter anderem sowohl im Zusammenhang mit zwei Regeln (Law 36 und Law 41.5) als auch bei der Benennung vieler Feldpositionen und Schlagrichtungen wichtig.

## Stadion

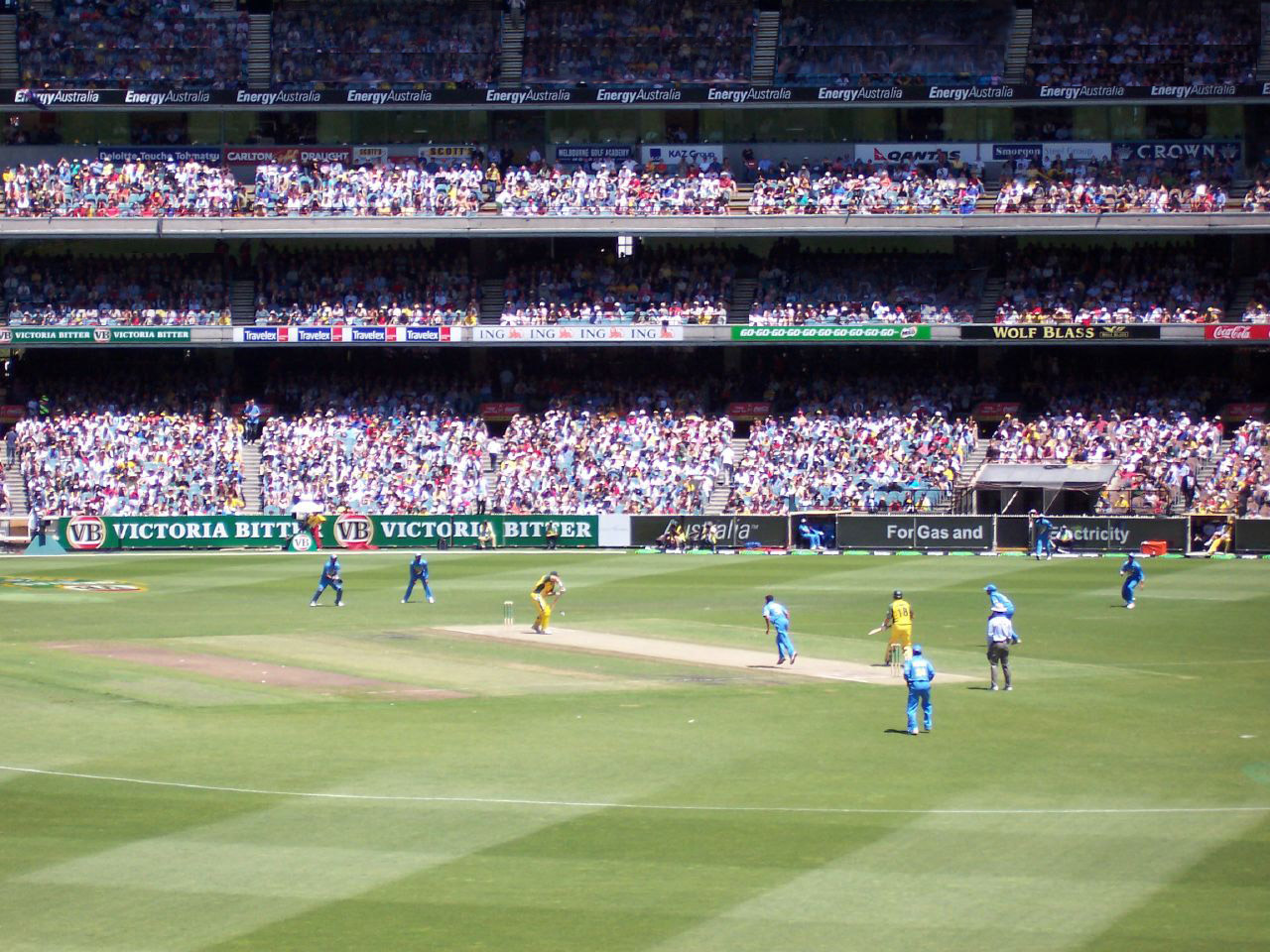
Melbourne Cricket Ground

In heutigen Stadien beginnen die Tribünen meist unmittelbar hinter der Boundary. Auch sind Anzeigetafeln (Scoreboard) und Flutlichtanlagen üblich. In bekannten Stadien haben die beiden Schmalseiten des Pitches, die sogenannten Ends, wie auch die verschiedenen Tribünen meist spezielle Namen. Um internationale Spiele auszutragen, müssen die Stadien vom Weltverband zertifiziert sein.